# هنري نيوتن براون جونيور
هنري نيوتن براون جونيور (بالإنجليزية: Henry Newton Brown, Jr.)‏ هو محامي وقاضي أمريكي، ولد في 30 ديسمبر 1941 في مقاطعة بينفيل في الولايات المتحدة.

## وصلات خارجية
- الموقع الرسمي